# Coronation Scot
A Coronation Scot egy expresszvonat volt az 1930-as években, amely London és Glasgow között járt.

## Története
A Coronation Scotot a London Midland and Scottish Railway (LMS) vasúttársaság működtette 1937-től. Nevét VI. György brit király trónra lépése ihlette. Az új vonat megépítését az tette szükségessé, hogy a másik nagy vasúttársaság, a London and North Eastern Railway, amely szintén járatot üzemeltetett London és Skócia között, új A4 Pacific típusú mozdonyai által vontatott szerelvényével gyorsabban és utasainak nagyobb komfortot biztosítva érte el úti célját.
A Coronation Scot a londoni Euston pályaudvar és a glasgow-i Central állomás között, az úgynevezett nyugati parti fővonalon (West Coast Main Line) közlekedett. A 401,5 mérföldes távolságot megállás nélkül, 6 óra 30 perc alatt teljesítette. Ez csaknem két órával rövidebb idő volt, mint amennyi a korábban ugyanezen a vonalon közlekedő szerelvényeknek kellett.
A menetidő lefaragása egy új, 4-6-2 tengelybeosztású gőzmozdonyosztály, a Princess Coronation kifejlesztésének volt köszönhető. Ezeket a mozdonyokat a Princess Royal osztályból fejlesztették ki: nagyobb kazánt és nagyobb meghajtó kereket kaptak. A mozdonyok testét - a vitathatatlan aerodinamikai előnyök mellett kifejezetten marketingszempontokból - áramvonalasították.
A Coronation Scotra a luxus és az elegancia volt jellemző. A vonatkocsik és a mozdonyok festése azonos volt: kék alapon ezüstcsíkok vagy bordó alapon aranycsíkok. A vonatokat a korban népszerű art déco stílus alapján tervezték. A kocsik belső faelemeinek kialakításában az angol tölgyet, az ausztrál juhart és a diófát variálták. A bútorok és a díszítés kék, zöld vagy barna volt, de egy vonaton belül csak egy színt használtak. A padlót szőnyeg borította. Az art décós hatást szolgálták a fémszerelvények. Minden szerelvény kilenc kocsiból állt, amelyekben 82 elsőosztályú és 150 harmadosztályú ülőhely volt.
Az első Coronation Scot 1937. július 5-én indult, majd hetente ötször tette meg a két nagyváros közötti utat. 1939-ben az ideiglenesen Coronationra átnevezett Duchess of Hamilton mozdonyt és egy szerelvényt áthajóztak az Amerikai Egyesült Államok ba, a New York-i világkiállításra. A Coronation Scot végét az 1939-ben kitört második világháború hozta el, amikor a vasúttársaságok állami felügyelet alá kerültek, és komoly sebességkorlátozásokat vezettek be. Emellett jelentősen megváltozott a brit társadalom is a háborús szenvedések és erőfeszítések közepette: a luxust, eleganciát sugalló expresszek kimentek a divatból, különleges kocsijaik raktárba kerültek.

## Multimédia
- 1937-es felvétel a Coronation Scotról. YouTube